# Hymenocoleus glaber
Hymenocoleus glaber är en måreväxtart som beskrevs av Elmar Robbrecht. Hymenocoleus glaber ingår i släktet Hymenocoleus och familjen måreväxter. IUCN kategoriserar arten globalt som sårbar. Inga underarter finns listade i Catalogue of Life.